# Einigkeitskapelle (Schildeck)

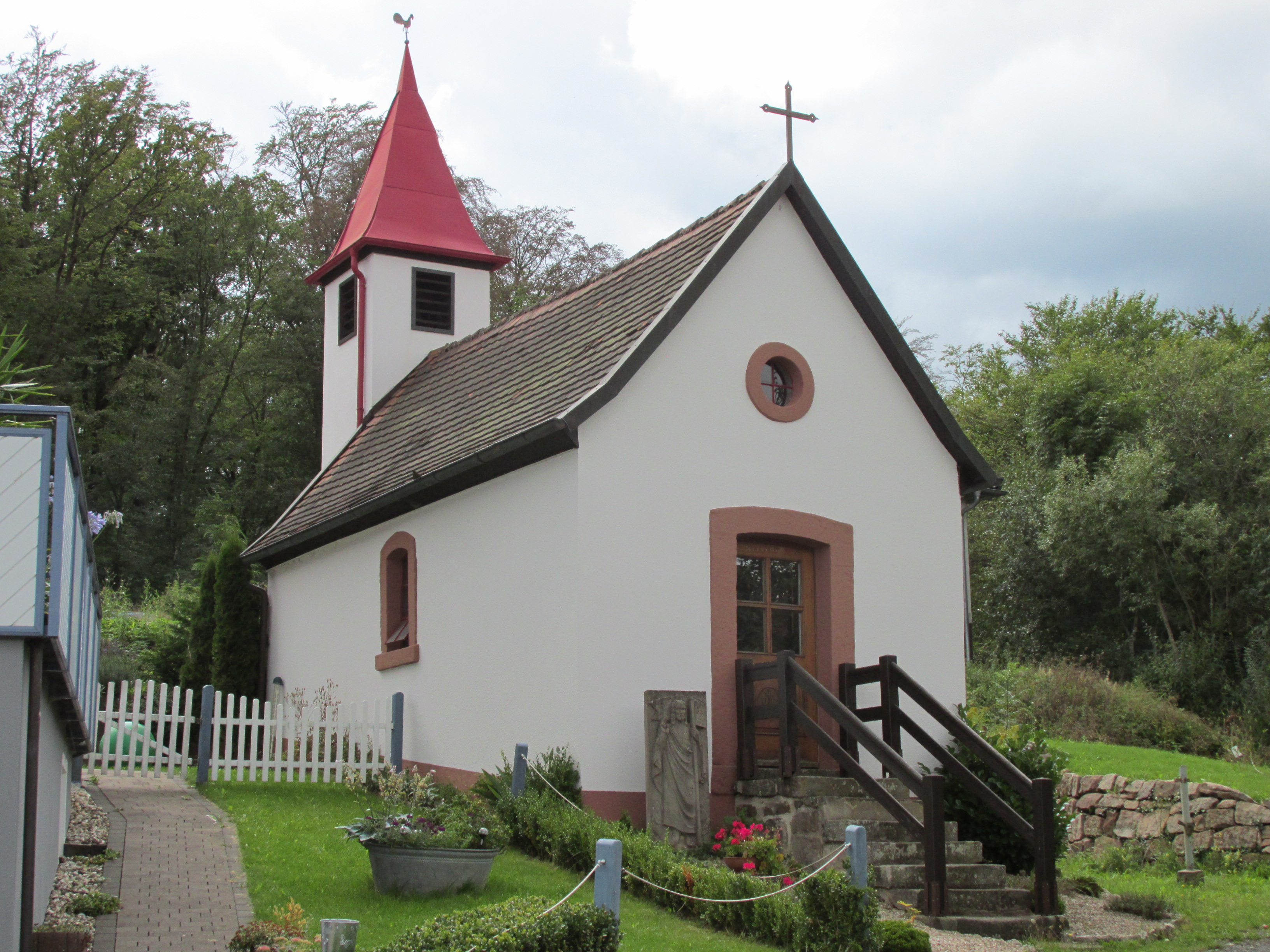

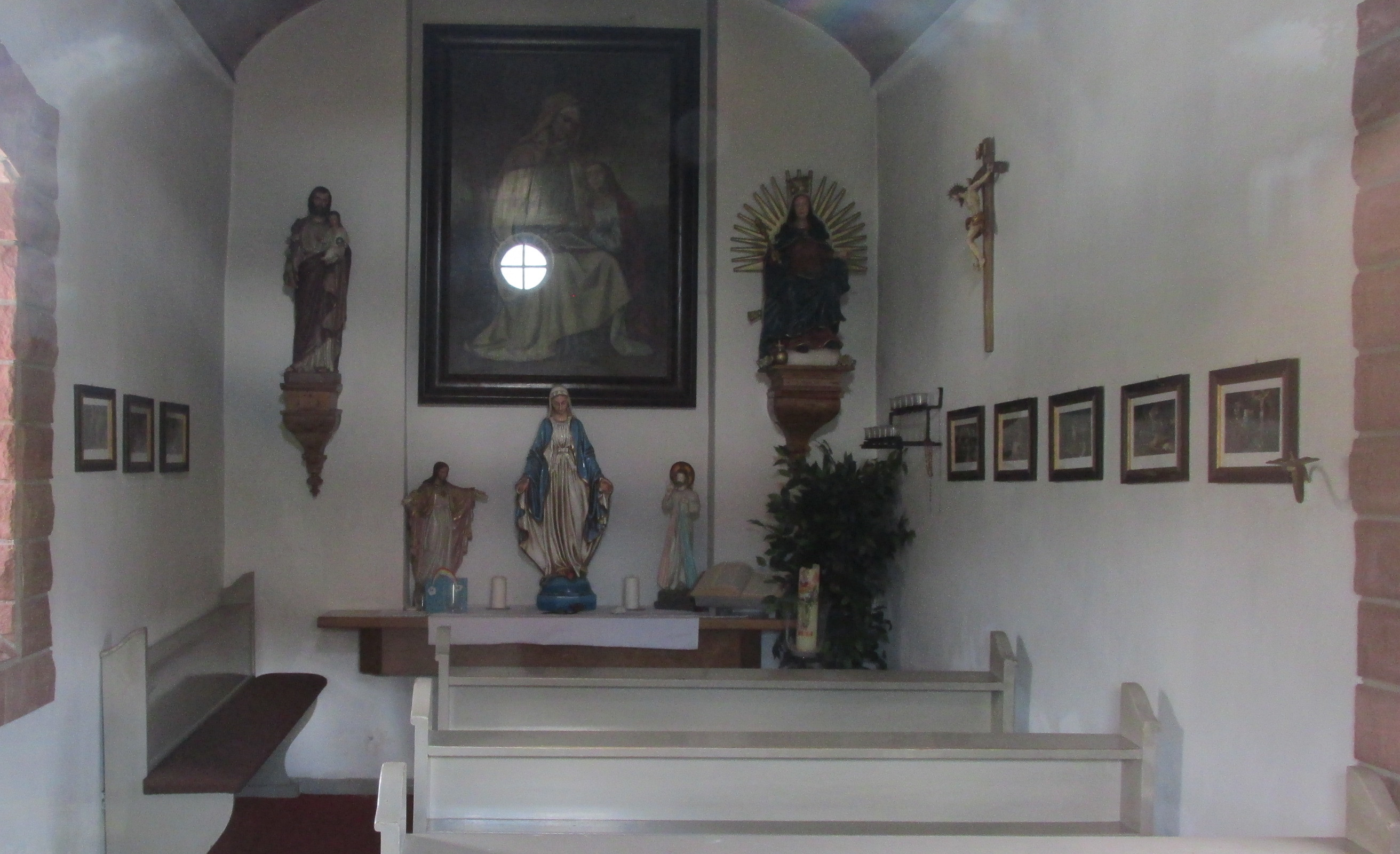

Die Einigkeitskapelle befindet sich in Schildeck, einem Ortsteil des Marktes Schondra im unterfränkischen Landkreis Bad Kissingen.

## Geschichte
Anlass für den Bau der 1866 entstandenen Einigkeitskapelle war laut mündlicher Überlieferung ein Gelöbnis des Soldaten Andreas Büchs im Zusammenhang mit dem Deutschen Krieg. Dessen Sohn oder Neffe Michael Büchs war wahrscheinlich der Stifter der Kapelle. Die Kapelle ist heute in Besitz der Gastwirtsfamilie Vogler, an die Michael Büchs die Kapelle verkauft haben soll. Im Jahr 1905 wurde die Kapelle unter Leander Vogler vergrößert; bei dem Ergebnis dieser Vergrößerung handelt es sich wahrscheinlich um den rechteckigen Turm der Kapelle. Ein von Schildecker Bürgern gegründeter „Einigkeitsverein“ widmet sich dem Erhalt und der zeitweiligen Restaurierung der Kapelle.
Im Inneren der Kapelle befinden sich Darstellungen der hl. Anna, der hl. Maria und des hl. Josef.